# Stadiumi Liman Gegaj
Stadiumi Liman Gegaj – stadion piłkarski w mieście Mališevo, w Kosowie. Został otwarty 8 grudnia 2018, może pomieścić 1800 widzów. Swoje spotkania rozgrywają na nim piłkarze klubu FC Malisheva.